# 勒凱努瓦圍城戰 (1794年)
勒凱努瓦圍城戰發生於1794年7月19日至8月15日，是第一次反法同盟中法蘭德斯戰役的一場圍城戰，經過一個月的圍城，法軍成功佔領了勒凱努瓦。
這場圍城戰也是電報第一次用於軍事。